# Saber ver la arquitectura
Saber ver la arquitectura. Ensayo sobre la interpretación espacial de la arquitectura (título original en italiano: Saper vedere l'architettura) es un libro escrito por Bruno Zevi en 1948, que pretende acercar a la gente a la contemplación de la arquitectura desde sus propias características y no desde otras en principio ajenas a ella, como la escultura o la historia; para Zevi la característica fundamental de la arquitectura es el espacio.

## Tesis
El libro gira en torno al concepto de espacio como elemento sin el cual no existe la arquitectura, aunque ésta pueda tener o no otros muchos y quizá, sin ellos, tampoco la consideremos como tal. Ejemplo de no-arquitectura para Zevi es el Partenón, del que dice que no posee espacio interno, ya que sólo se pensó en la envolvente, lo que según Zevi lo convierte en un elemento con valor escultural y urbanístico, pero no propiamente arquitectónico.

## Estructura
El libro se estructura seis capítulos.
1. En el primero, La ignorancia de la arquitectura, el autor habla de cómo la arquitectura es maltratada tanto por la historia del arte, que elabora historias de la arquitectura donde las características propias arquitectónicas son anacrónicas, como por parte del público, que no se interesa por ella como por otras artes.
2. En el segundo, El espacio, protagonista de la arquitectura, propone el estudio espacial de los edificios como método válido para escribir una historia de la arquitectura.
3. En el tercero, La representación del espacio, analiza diversas maneras históricas de trazado simple de planos y explica en qué circunstancias son útiles, añadiendo que casi nunca se utilizan los dibujos adecuados para ilustrar los textos de los edificios que se tratan en la mayoría de los libros sobre historia de la arquitectura.
4. En el cuarto, Las diversas edades del espacio, desarrolla un pequeño análisis histórico de la arquitectura en función de la variable espacio, que engloba todas las demás (sociales, económicas, políticas, etc).
5. En el quinto, Las interpretaciones de la arquitectura, analiza cómo la arquitectura ha sido vista desde diversos puntos de vista, y de qué modo éstos fallan y se acercan más o menos a un conocimiento profundo de los edificios.
6. En el sexto y último, Para una historia moderna de la arquitectura, vuelve a criticar la historiagrafía de su tiempo y habla sobre los profundos cambios arquitectónicos de su contemporaneidad, enmarcados en el Movimiento Moderno.

### Primaria
- Zevi, Bruno. Saber ver la arquitectura (1998 edición). Barcelona: Apóstrofe. ISBN 84-455-0080-5.

- Datos: Q6116514